# August Heinrich Hoffmann von Fallersleben
Para Heinrich Hoffmann (desambiguación), véase otras personas con el mismo nombre

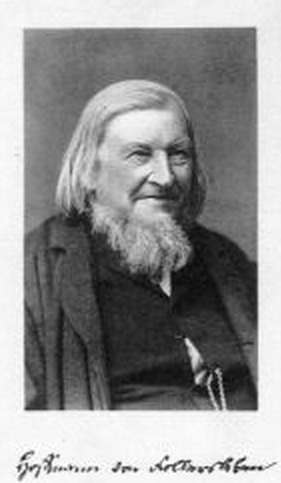
August Heinrich Hoffmann von Fallersleben

August Heinrich Hoffmann, conocido como Hoffmann von Fallersleben (Fallersleben (hoy un barrio de Wolfsburgo), Alemania, 2 de abril de 1798-Corvey, Alemania, 19 de enero de 1874), fue profesor universitario de filología germánica y poeta alemán. A su apellido original (Hoffmann) añadió su lugar de procedencia para distinguirse de otras personas con el mismo apellido. En 1841 escribió en la isla de Helgoland el poema Das Lied der Deutschen, que en 1922 pasó a ser el himno de Alemania.

## Biografía
En abril de 1816, a la edad de 18 años comenzó a estudiar Teología en la Universidad de Gotinga. Pero la historia de la Antigüedad clásica le interesaba más, inspirándose en Johann Joachim Winckelmann. En 1818 entró en contacto con los hermanos Grimm, y Jacob Grimm le preguntó si la historia de su patria no le interesaba más que la Antigüedad. A raíz de esa conversación pasó a interesarse por la actualidad y a estudiar Filología germánica. En ese mismo año se trasladó a la Universidad de Bonn, donde tuvo como profesores a Jacob Grimm y Ernst Moritz Arndt.
El 8 de mayo de 1821, Hoffmann encontró fragmentos del poema épico medieval Otfried, lo que narró poco después en un artículo. También en ese año publicó su colección de poemas Lieder und Romanzen.
En diciembre de 1821 abandonó Bonn y se trasladó a Berlín, donde consiguió llegar a ser bibliotecario de Gregor von Meusebach, cuya biblioteca privada era famosa en toda Alemania. A través de él trabó amistad con personalidades como Friedrich Karl von Savigny, Georg Wilhelm Friedrich Hegel, Adelbert von Chamisso, Ludwig Uhland.
En 1823 fue nombrado bibliotecario de la Universidad de Breslau, así como profesor de lengua y literatura alemanas. 
En 1840 y 1841 se publicó su libro de poemas Die unpolitischen Lieder (Canciones apolíticas), que tuvieron un gran éxito, alcanzando la insólita tirada de 12.000 ejemplares. Durante una estancia en la isla de Helgoland, entonces ocupada por Gran Bretaña, compuso el 26 de agosto de 1841 la Canción de los alemanes, que se interpretó por primera vez en público en octubre de aquel año en Hamburgo. El texto puede ser interpretado como un llamamiento contra de los intereses monárquicos, propugna la  “Einigkeit und Recht und Freiheit” (Unidad, justicia y libertad), arenga por una Alemania Libre y regida por el imperio de la ley, no del monarca y sus arbitrariedades.
Por su actitud nacional y apolítica, tal como se manifestaba en las Unpolitischen Lieder, Hoffmann fue despedido en 1842 de su cátedra por el gobierno prusiano; un año después se le retiró la nacionalidad y se le condenó al exilio. Tuvo que vagar por Alemania, aunque le iban acogiendo amigos políticos. Fue espiado continuamente por la policía y expulsado 39 veces, algunas también de su ciudad natal de Fallersleben.
En una granja de Mecklemburgo, el dueño le hizo pasar por pastor y lo escondió durante una larga temporada. Finalmente, en 1848, tras las leyes de amnistía, percibió una indemnización, pero no se le restituyó su cátedra.
Muchas de sus dificultades proceden de su idea de una Alemania unida, que sustituyera a los múltiples territorios y desbancara también a los múltiples señores. Aún en vida fue testigo de cómo se realizaba este deseo con la fundación del Imperio alemán en 1871 bajo Otto von Bismarck.